# Chita (stad in Japan)
Chita (Japans: 知多市, Chita-shi) is een stad in de prefectuur Aichi in Japan. De oppervlakte van de stad is 45,43 km² en midden 2009 had de stad circa 85.500 inwoners.

## Geschiedenis
Op 1 september 1970 werd Chita een stad (shi).

## Economie
Belangrijke takken van industrie in Chita zijn de olieraffinage, de productie van elektriciteit en staal- en luchtvaartindustrie.
Chita is bekend door de traditionele katoenweverij.

## Bezienswaardigheden
- Sori meer en omgeving, het groene eiland in de stad
- De kust van Shinmaiko (strand, windsurfen)
- Okada, oude dorps- en stadscentra vanaf de Edoperiode

## Verkeer
Chita ligt aan de Tokoname-lijn en de Kōwa-lijn van de Nagoya Spoorwegmaatschappij (Meitetsu).
Chita ligt aan de autowegen 155 en 247.

## Stedenband
Chita heeft een stedenband met
- Tsjita, Rusland

## Aangrenzende steden
- Tokai
- Tokoname

## Geboren in Chita
- Ayumi Kinoshita (木下 あゆ美, Kinoshita Ayumi), actrice